# تشختیتسه
تشختیتسه (به چکی: Čechtice) یک منطقهٔ مسکونی در جمهوری چک است که در ناحیه بنشوو واقع شده‌است. تشختیتسه ۱٬۴۴۷ نفر جمعیت دارد.